# Libyjské letectvo
Libyjské letectvo (arabsky لقوات الجوية الليبية‎) je složka ozbrojených sil Libye. V roce 2010, před občanskou válkou, v něm odhadem sloužilo 18 000 osob a 374 letadel ze 13 leteckých základen.
Letectvo bylo založeno v roce 1951[zdroj⁠?!] jako Libyjské královské letectvo (Al Qauwat al Džauwíja al Malakíja al Libija). Původně bylo vybaveno malým počtem transportních a cvičných letounů jako např. Douglas C-47 a Lockheed T-33. Nicméně od roku 1967 začaly dodávky strojů F-5 Freedom Fighter. V roce 1970 krátce po převratu změnilo název na Letectvo libyjské arabské republiky. Poté, co v roce 1970 americké síly zemi opustily, stala se základna Wheelus ležící asi 11 km od Tripoli, součástí libyjského letectva a přejmenována na základnu Okba Ben Nafi. Bylo zde zřízeno velitelství a výcviková centra. Od roku 1970 také začala masivní expanze letectva a bylo dodáno množství sovětských a francouzských strojů. Během občanské války v roce 2011 letectvo utrpělo velké ztráty.

## Letadla

### Přehled
Tabulka obsahuje přehled letecké techniky libyjského letectva v roce 2016 podle Flightglobal.com.
Ve službě: letadla v každodenní službě.
| Název                          | Původ          | Určení                      | Verze          | Ve službě      |                |
| Bojové letouny                 | Bojové letouny | Bojové letouny              | Bojové letouny | Bojové letouny | Bojové letouny |
| ------------------------------ | -------------- | --------------------------- | -------------- | -------------- | -------------- |
| MiG-21                         | Sovětský svaz  | stíhací letoun              |                | 13             |                |
| MiG-23                         | Sovětský svaz  | stíhací letoun              |                | 4              |                |
| MiG-25                         | Sovětský svaz  | stíhací letoun              |                | 2              |                |
| Mirage F1                      | Francie        | stíhací letoun              |                | 2              |                |
| Su-22                          | Sovětský svaz  | stíhací bombardér           |                | 1              |                |
| Dopravní a transportní letouny |                |                             |                |                |                |
| An-26                          | Sovětský svaz  | transportní letoun          |                | 2              |                |
| An-72                          | Sovětský svaz  | transportní letoun          |                | 1              |                |
| C-130                          | Spojené státy  | transportní letoun          | C-130H/L-100   | 3              |                |
| C-130J                         | Spojené státy  | transportní letoun          | C-130J         | 2              |                |
| Speciální letouny              |                |                             |                |                |                |
| An-32                          | Sovětský svaz  | průzkumný letoun            |                | 1              |                |
| Vrtulníky                      |                |                             |                |                |                |
| AW139                          | Itálie         | víceúčelový vrtulník        |                | 1              |                |
| CH-47 Chinook                  | Spojené státy  | transportní vrtulník        | CH-47C         | 3              |                |
| Mi-2                           | Polsko         | víceúčelový vrtulník        |                | 4              |                |
| Mi-8                           | Rusko          | transportní vrtulník        | Mi-8/171       | 7              |                |
| Mi-14                          | Sovětský svaz  | protiponorkový/SAR vrtulník |                | 4              |                |
| Mi-35                          | Rusko          | bitevní vrtulník            |                | 8              |                |
| Cvičné letouny                 |                |                             |                |                |                |
| L-39 Albatros                  | Československo | cvičný letoun               |                | 1              |                |

## Galerie

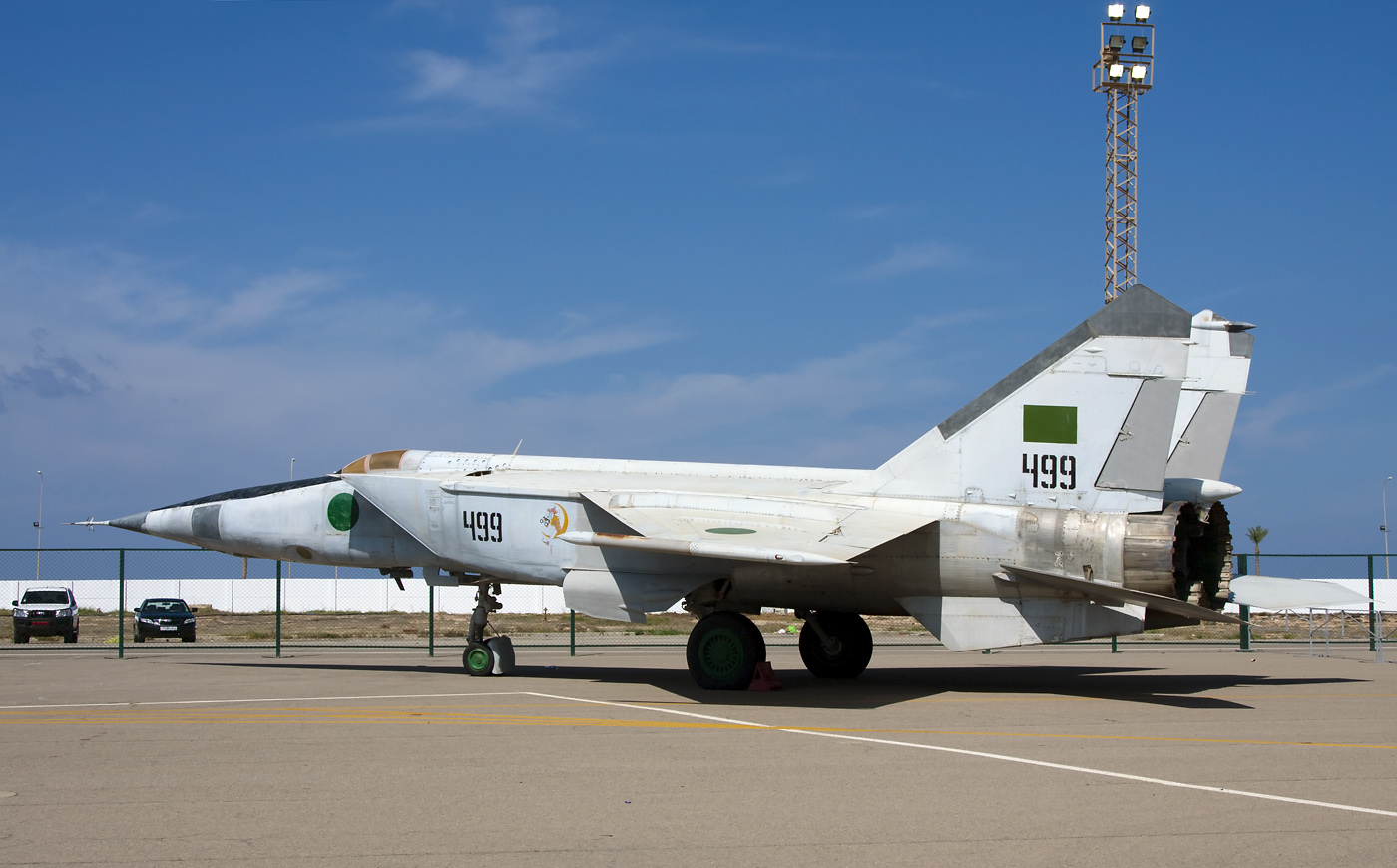
Mig-25RB
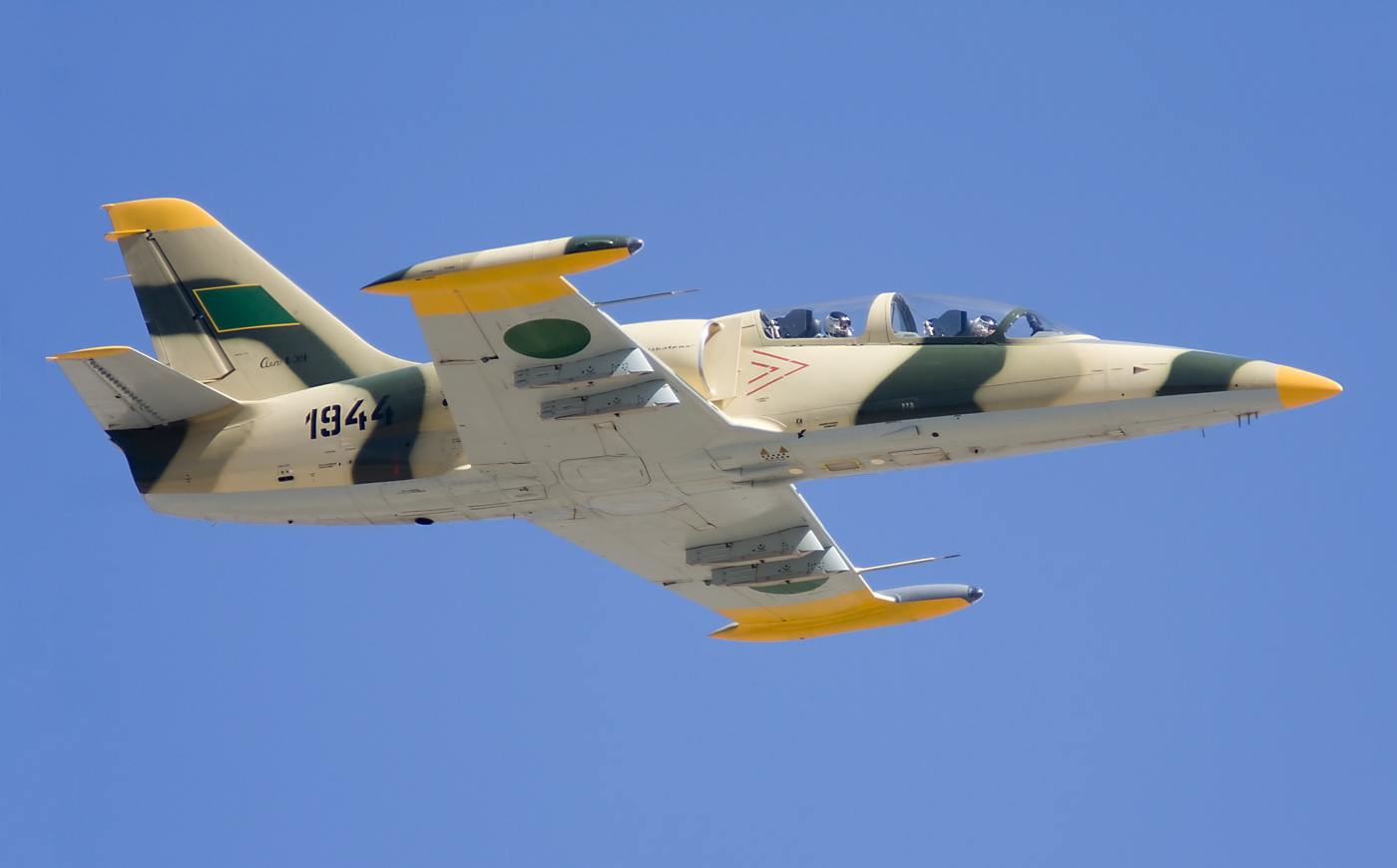
Aero L-39 Albatros
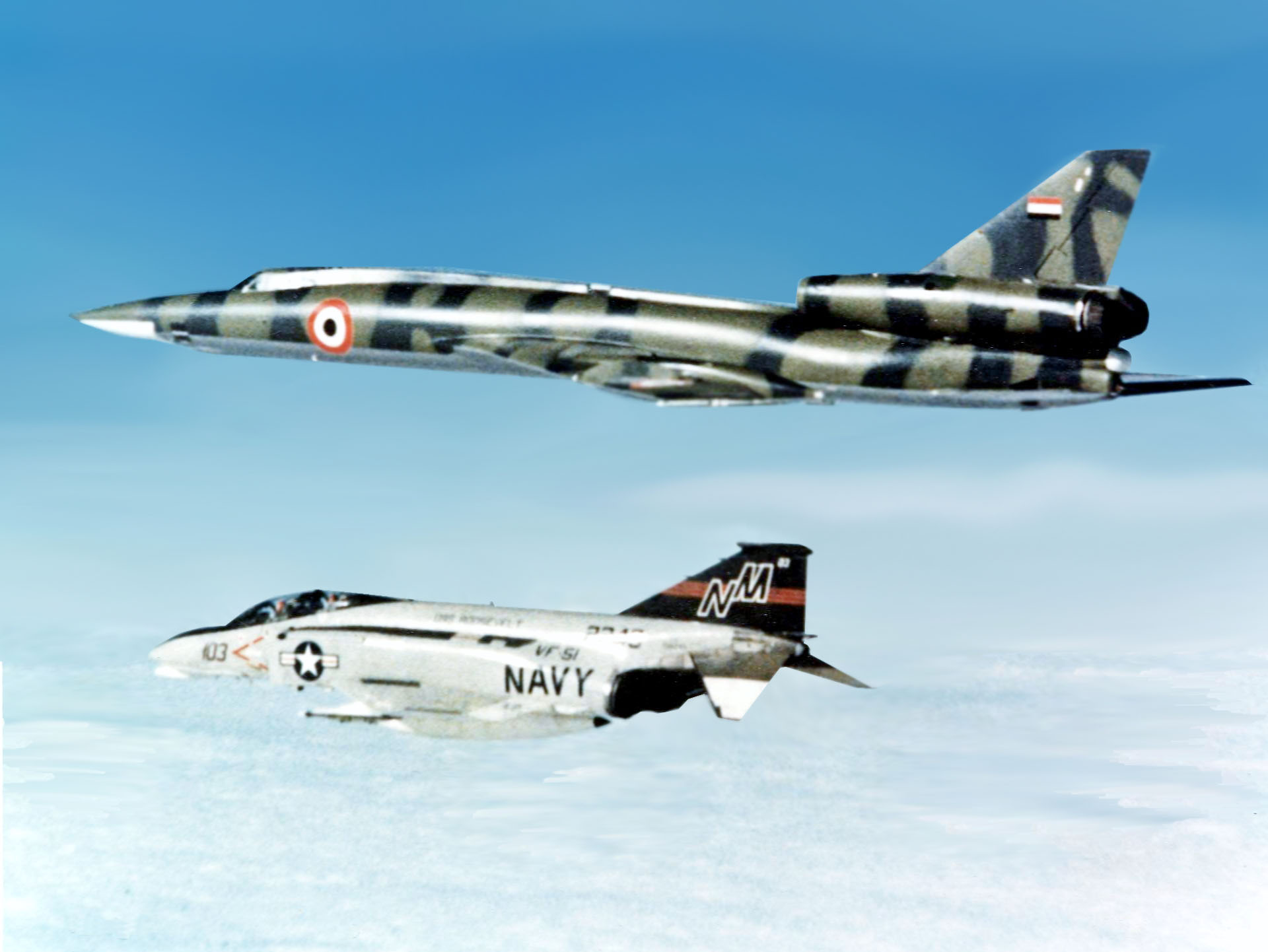
Tu-22 v doprovodu stroje US Navy F-4 Phantom II, 1977
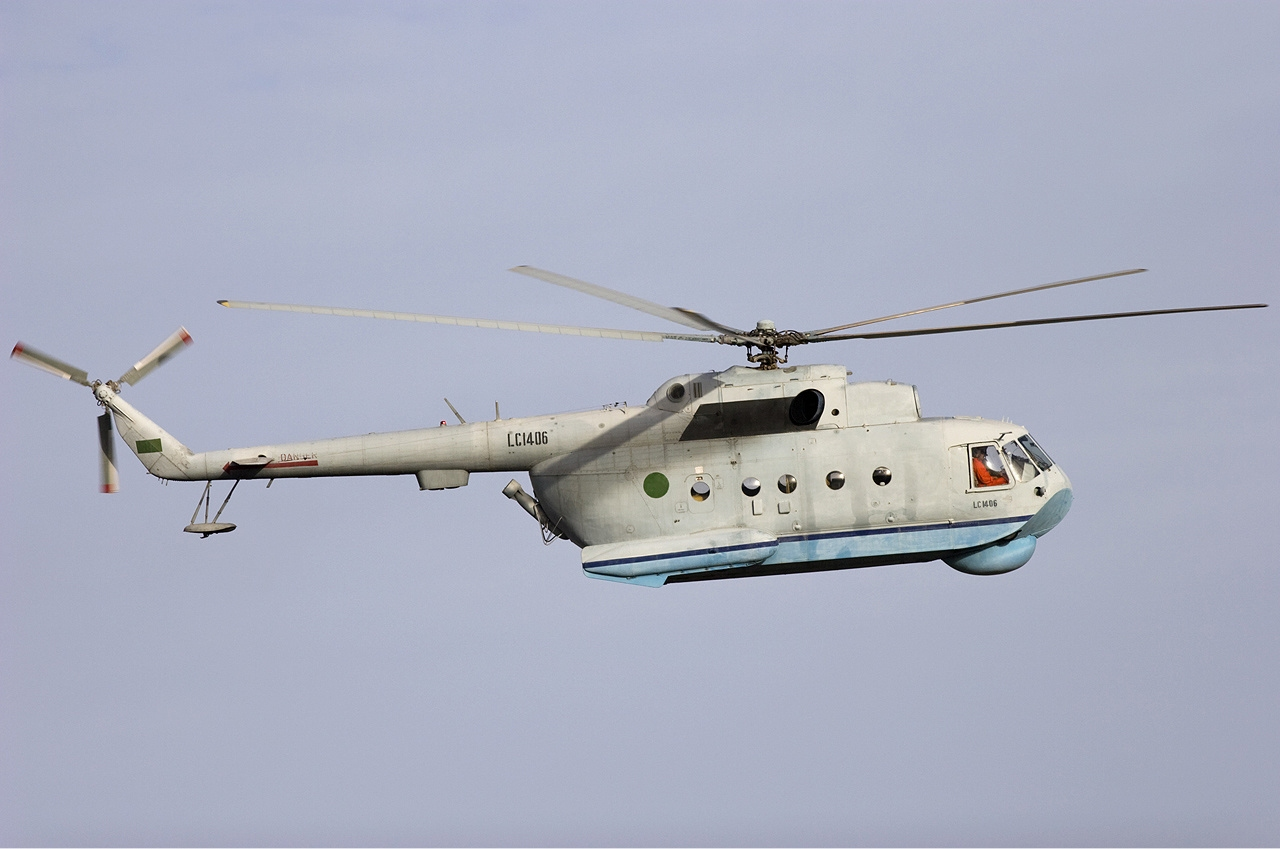
Mil Mi-14 ve visu
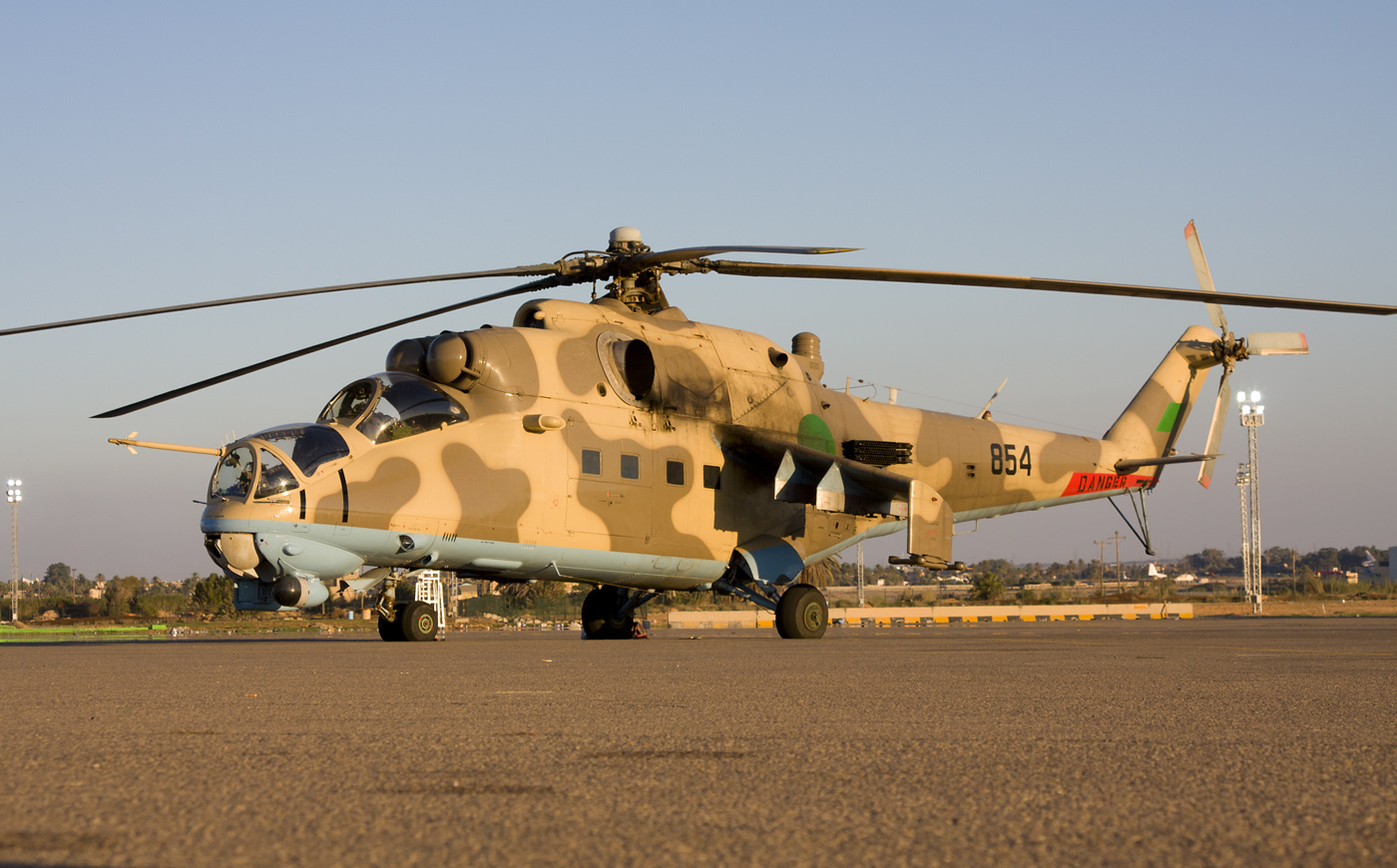
Mil Mi-24